# Angadanan
Angadanan là một đô thị hạng 4 ở tỉnh Isabela, Philippines. Theo điều tra dân số năm 2007, đô thị này có dân số 39.743 người trong 7.106 hộ.

## Các đơn vị hành chính
Angadanan được chia ra 59 barangay.
| - Allangigan - Aniog - Baniket - Bannawag - Bantug - Barangcuag - Baui - Bonifacio - Buenavista - Bunnay - Calabayan-Minanga - Calaccab - Calaocan - Kalusutan - Campanario - Canangan - Centro I - Centro II - Centro III - Consular | - Cumu - Dalakip - Dalenat - Dipaluda - Duroc - Lourdes (El Escaño) - Esperanza - Fugaru - Liwliwa - Ingud Norte - Ingud Sur - La Suerte - Lomboy - Loria - Mabuhay - Macalauat - Macaniao - Malannao - Malasin - Mangandingay | - Minanga Proper - Pappat - Pissay - Ramona - Rancho Bassit - Rang-ayan - Salay - San Ambrocio - San Guillermo - San Isidro - San Marcelo - San Roque - San Vicente - Santo Niño - Saranay - Sinabbaran - Victory - Viga - Villa Domingo |